# Diputació Foral de Guipúscoa
La Diputació Foral de Guipúscoa (oficialment Gipuzkoako Foru Aldundia-Diputación Foral de Gipuzkoa) és l'òrgan de govern del territori històric de Guipúscoa (País Basc). A més de les competències ordinàries que exerceixen les diputacions provincials de les restants províncies d'Espanya, la Diputació Foral de Guipúscoa exerceix competències específiques derivades de la seva naturalesa com a territori històric del País Basc, en virtut del seu Estatut d'Autonomia.

## Diputat General
Al capdavant de la Diputació Foral es troba un Diputat General (en euskera Ahaldun Nagusia), que és escollit per les Juntes Generals de Guipúscoa.

### Diputats Generals de Guipúscoa des de la Transició
- 1979-1983: Xabier Aizarna Azula (PNB)
- 1983-1985: José Antonio Ardanza Garro (PNB)
- 1985-1991: Imanol Murua Arregi (EA) (*)
- 1991-1995: Eli Galdós Zubia (PNB)
- 1995-2003: Román Sudupe Olaizola (PNB)
- 2003-2007: Joxe Joan González de Txabarri Miranda (PNB-EA) (**)
- 2007-2011: Markel Olano Arrese (PNB)
- 2007-2011: Martin Garitano Larrañaga (Bildu)

(*) Murua va arribar al càrrec en 1985, a mitjan legislatura i substituint a Ardanza que va passar a ésser lehendakari. Murua era membre del sector crític del PNB (sector que era majoritari a Guipúscoa) i va entrar com a diputat general sent formalment membre de dita partida. A l'any següent es va integrar en Eusko Alkartasuna, partit format pel sector crític del PNB. Entre 1987 i 1991 Murua va ser diputat general escollit com candidat d'EA.
(**) PNB i EA van acudir en coalició a les eleccions de 2003. Txabarri és militant del PNB.